# 1524 Joensuu
1524 Joensuu eller 1939 SB är en asteroid upptäckt den 18 september 1939 av den finske astronomen Yrjö Väisälä vid Storheikkilä observatorium. Asteroiden har fått sitt namn efter staden Joensuu i Finland.